# Stommeveld
Stommeveld (Limburgs: 't Sjtómmeveldsje) is een buurtschap ten oosten van Geulle in de gemeente Meerssen in de Nederlandse provincie Limburg. De buurtschap is gelegen tussen Snijdersberg en Moorveld aan de Moorveldsberg. Aan de Schieversbergweg staat de villa 'Schieversberg' die speciaal gebouwd was voor het schrijversechtpaar Felix Rutten en Marie Koenen. Zij woonden hier van 1920 tot 1929.
Dorpen: Bunde · Geulle · Geulle aan de Maas · Meerssen · Moorveld · Rothem · Ulestraten

Buurtschappen en gehuchten: Broekhoven · Brommelen · Genzon · Groot Berghem · Hulsen · Humcoven · Hussenberg · Kasen · Klein Berghem · Oostbroek · Raar · Schietecoven · Snijdersberg · Stommeveld · Vliek · Voulwames · Waterval · Weert · Westbroek

Limburg: Steden en dorpen      Nederland: Provincies · Gemeenten